# Hell in a Cell (2009)

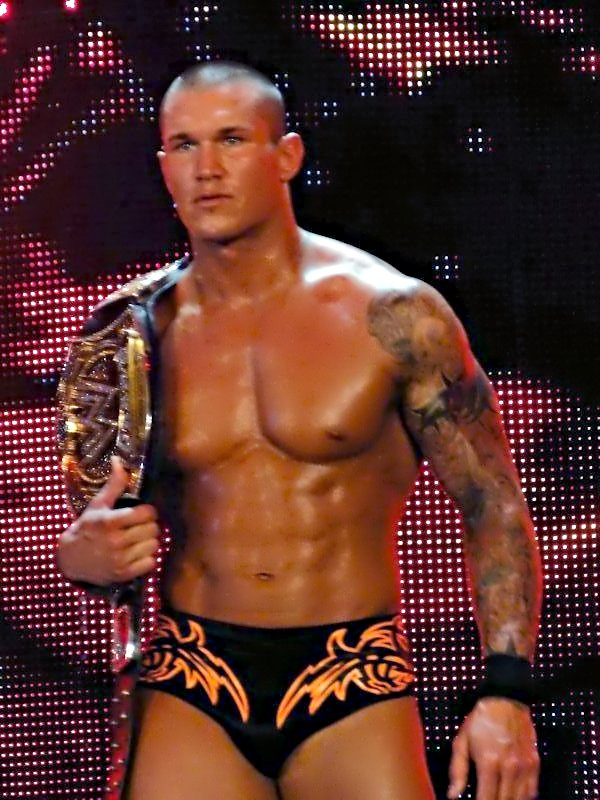
Randy Orton venceu o WWE Championship.

Hell in a Cell (2009) foi um evento pay-per-view de wrestling profissional produzido pela World Wrestling Entertainment, ocorreu no dia 4 de outubro de 2009 no Prudential Center, em Newark, Nova Jersey. Contou com a participação dos três programas: Raw, SmackDown e ECW. No site oficial da empresa, foi feita uma votação para escolher o nome do evento. Os fãs optaram por Hell in a Cell. As outras opções de nome foram: No Escape, Lock Up e Rage in a Cage. Esta foi a primeira edição da cronologia do Hell in a Cell

## Antes do evento
O evento teve vários tipos de luta, mas os principais foram combates Hell in a Cell.

## Resultados
| #                              | Lutas                                                                                        | Estipulação                                            | Tempo |
| ------------------------------ | -------------------------------------------------------------------------------------------- | ------------------------------------------------------ | ----- |
| Dark                           | Matt Hardy derrotou Mike Knox                                                                | Luta individual                                        | 06:00 |
| 1                              | The Undertaker derrotou CM Punk (c)                                                          | Hell in a Cell pelo World Heavyweight Championship‎‎     | 10:24 |
| 2                              | John Morrison (c) derrotou Dolph Ziggler                                                     | Luta individual pelo WWE Intercontinental Championship | 15:41 |
| 3                              | Mickie James (c) derrotou Alicia Fox                                                         | Luta individual pelo WWE Divas Championship            | 05:20 |
| 4                              | Jerishow (Chris Jericho e Big Show) (c) derrotou Batista e Rey Mysterio                      | Luta de duplas pelo Unified WWE Tag Team Championship  | 13:44 |
| 5                              | Randy Orton derrotou John Cena (c)                                                           | Hell in a Cell pelo WWE Championship                   | 21:24 |
| 6                              | Drew McIntyre derrotou R-Truth                                                               | Luta individual                                        | 04:38 |
| 7                              | Kofi Kingston (c) derrotou The Miz e Jack Swagger                                            | Luta Triple Threat pelo WWE United States Championship | 07:53 |
| 8                              | D-Generation X (Triple H e Shawn Michaels) derrotaram The Legacy (Cody Rhodes e Ted DiBiase) | Hell in a Cell de duplas                               | 18:02 |
| (c) - Campeão(s) antes da luta |                                                                                              |                                                        |       |